# Snabbkoppling

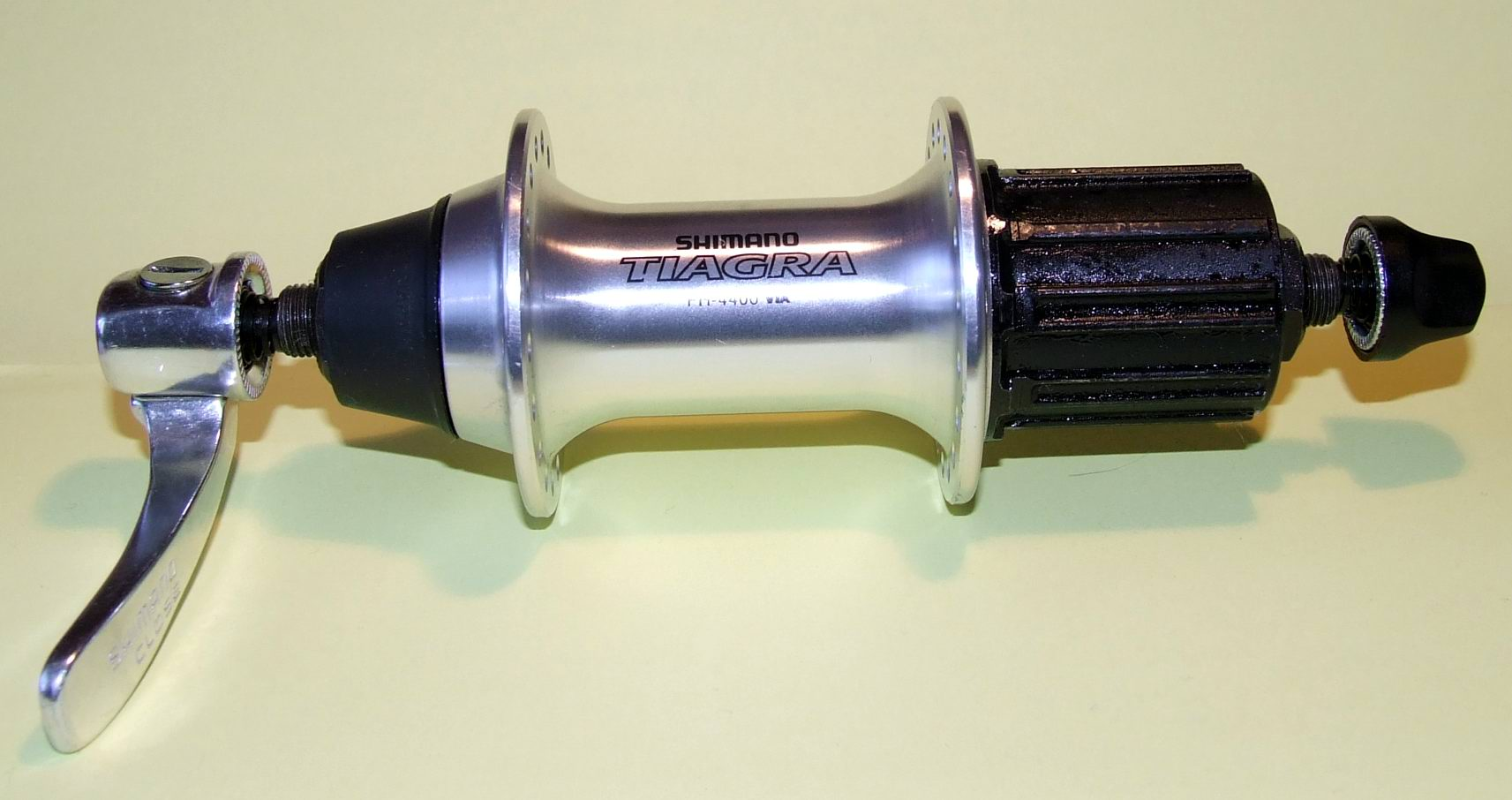
Cykelnav med snabbkoppling

Snabbkoppling är en koppling på till exempel cykelnav som kan öppnas och stängas för hand. På tävlingscyklar, såsom mountainbike-cyklar eller racercyklar, brukar snabbkopplingar ersätta skruvar och muttrar för att tillåta snabbare service. Många andra cyklar av olika slag kan ha en snabbkoppling endast för sadeln.